# 暮蟬悲鳴時 綿流篇
《暮蟬悲鳴時 綿流篇》是《暮蟬悲鳴時》系列遊戲的第二作。

## 概要
綿流篇和鬼隱篇處在同一時間軸，不是鬼隱篇的续作。和鬼隱篇一樣，本篇劇情的轉折點在綿流祭當天。綿流篇引入一位新的角色：園崎詩音。故事圍繞園崎孿生姐妹展開。在本篇中，園崎魅音被描述成反面角色。

## 故事簡介
前原圭一和夥伴們參加在興宮舉行的遊戲大會。經過一番苦戰獲勝後，圭一得到了一個可愛的布娃娃獎品。由於圭一覺得布娃娃不適合自己，决定把布娃娃送給蕾娜或魅音。最後圭一把布娃娃送給了蕾娜作禮物。
幾天以後，圭一和父親一起到興宮的「Angel Mort」用餐，意外地發現園崎魅音竟然是女服務生。女服務生告訴圭一說她不是魅音，而是魅音的孿生妹妹詩音。
綿流祭當晚圭一和詩音、富竹次郎、鷹野三四進入祭具殿，發現綿流祭的真相其實是……
和詩音，富竹告别後不久，警方通知圭一他是進入祭具殿唯一沒有出事的人。隨著時間的過去，圭一和詩音的感情也與日俱增，然而魅音卻開始了與往日不同的怪異表現，直到某天圭一和蕾娜前去探望魅音時才逐漸發現事情的真相……

## 出版書籍

### 漫畫
- 作畫：方條ゆとり、全2卷。

| 集數 | 史克威爾艾尼克斯 | 史克威爾艾尼克斯       | 青文出版社    | 青文出版社             | 玉皇朝        | 玉皇朝                |
| 集數 | 發售日期         | ISBN                   | 發售日期      | ISBN                   | 發售日期      | ISBN                  |
| ---- | ---------------- | ---------------------- | ------------- | ---------------------- | ------------- | --------------------- |
| 1    | 2005年12月22日   | ISBN 978-475751591-8   | 2007年2月14日 | ISBN 978-986-156-838-6 | 2007年1月24日 | ISBN 978-9628-95113-0 |
| 2    | 2006年6月22日    | ISBN 978-4-7575-1710-3 | 2007年5月15日 | ISBN 978-986-156-888-1 | 2007年2月13日 | ISBN 978-962-895131-4 |

### 小說
- 著：龍騎士07，插圖：ともひ

暮蟬悲鳴之時 第二話～綿流篇～
| 集數 | 講談社        | 講談社                 | 尖端出版社    | 尖端出版社             |
| 集數 | 發售日期      | ISBN                   | 發售日期      | ISBN                   |
| ---- | ------------- | ---------------------- | ------------- | ---------------------- |
| 上   | 2007年10月1日 | ISBN 978-4-06-283646-3 | 2011年2月9日  | ISBN 978-957-10-4430-9 |
| 下   | 2007年11月1日 | ISBN 978-4-06-283649-4 | 2011年5月13日 | ISBN 978-957-10-4483-5 |

文庫版
| 集數 | 星海社        | 星海社                 |
| 集數 | 發售日期      | ISBN                   |
| ---- | ------------- | ---------------------- |
| 上   | 2011年3月10日 | ISBN 978-4-06-138907-6 |
| 下   | 2011年4月8日  | ISBN 978-4-06-138909-0 |

## 動畫
動畫《暮蟬悲鳴時》第5～8話。  
- 第5話 綿流篇 其之壹 嫉妒
- 第6話 綿流篇 其之貳 鷹野
- 第7話 綿流篇 其之叁 謊言
- 第8話 綿流篇 其之肆 願望

## 廣播劇CD
CD4枚組。出版：HOBiRECORDS、代理：WAYUTA。
配音人員和動畫版相同。

## 外部連結
- アニメ公式サイト：「綿流し編」 （页面存档备份，存于）
- 小説版「綿流し編」 | 星海社文庫 『ひぐらしのなく頃に』 | 最前線 （页面存档备份，存于）